# Maggiorino Mongero
Maggiorino Mongero (Torino, 17 maggio 1911 – Asti, 26 febbraio 1995) è stato un calciatore italiano, di ruolo centrocampista.

## Carriera
Mediano, militò per 7 anni in massima serie con le maglie di Torino prima e Napoli poi, collezionando complessivamente 61 presenze. Nel 1936 passò al Pisa, in Serie B, dove rimase per 4 stagioni collezionando 106 presenze impreziosite da 10 reti. Nel 1941 si trasferì al Mantova, in Serie C, dove chiuse la carriera.